# Ivan Stévic
Ivan Stević (Belgrado, Yugoslavia, 12 de marzo de 1980) es un ex ciclista serbio.

## Trayectoria
Debutó como profesional en 2005 con el equipo Aerospace Engineering-VMG, antes de unirse al Toyota-United en 2006.
Participó en los Juegos Olímpicos de Atenas 2004 corriendo para Serbia y Montenegro. El 1 de julio de 2007 se clasificó para los Juegos Olímpicos de Pekín 2008. 
Antes de correr en los Estados Unidos, corrió como amateur en Italia entre 2000 y 2005, ganando 20 victorias para los equipo Team Aran Cucine-Cantina Tollo y Zilio.
En 2010 corrió para el equipo Partizan Srbija, renombrado Partizan Powermove en 2011.

## Palmarés
| 2001 - 2.º en el Campeonato de Yugoslavia en Ruta 2002 - 3.º en el Campeonato de Yugoslavia en Ruta 2003 - Campeonato de Serbia y Montenegro en Ruta - 2.º en el Campeonato de Serbia y Montenegro Contrarreloj 2005 - Campeonato de Serbia y Montenegro en Ruta - 1 etapa de la Vuelta a Serbia - 1 etapa del The Paths of King Nikola - Tobago Cycling Classic 2006 - Campeonato de Serbia y Montenegro en Ruta 2007 - 1 etapa del Tour de Georgia 2009 - Campeonato de Serbia en Ruta 2010 - 1 etapa del Tour de Bulgaria - 1 etapa de la Vuelta al Lago Qinghai | 2011 - Mayor Cup - Vuelta a Serbia, más 1 etapa 2012 - Campeonato de Serbia Contrarreloj - Gran Premio de Sochi - 1 etapa de los Cinco Anillos de Moscú 2013 - Vuelta a Serbia - Campeonato de Serbia en Ruta 2014 - Bania Luka-Belgrado II - 2.º en el Campeonato de Serbia Contrarreloj - 2.º en el Campeonato de Serbia en Ruta 2015 - Campeonato de Serbia en Ruta - 1 etapa del Tour de Bulgaria - 1 etapa del Tour de Mevlana |